# Maison d'arrêt de Chartres
La maison d'arrêt de Chartres est un ancien établissement pénitentiaire français situé rue des Lisses à Chartres, dans le département d'Eure-et-Loir, en région Centre-Val de Loire.
L'établissement a fermé ses portes en 2014 et a été remplacé par le centre pénitentiaire d'Orléans-Saran.

## Histoire

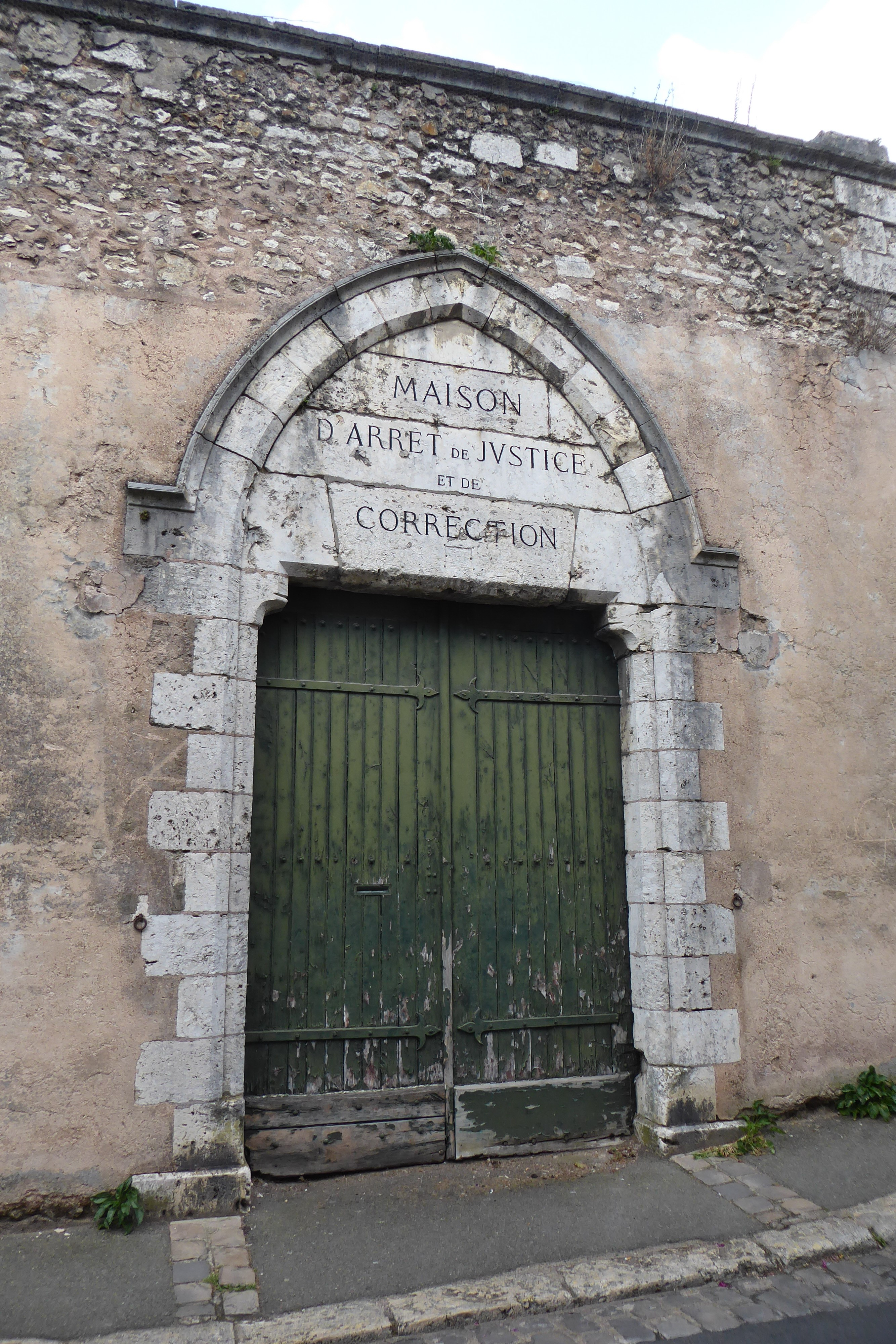
Porte de la maison d'arrêt de Chartres.

La maison d'arrêt de Chartres a ouvert ses portes en 1792 dans un carmel construit en 1656. À sa fermeture en 2014, elle comptait 120 détenus pour 106 places et 37 cellules. Les détenus de l'établissement ont été transférés vers le centre pénitentiaire d'Orléans-Saran (Loiret).

## Description
En France, une maison d'arrêt est un établissement pénitentiaire qui reçoit les personnes prévenues en détention provisoire (détenues en attente de jugement ou dont la condamnation n’est pas définitive) ainsi que les personnes condamnées dont la peine ou le reliquat de peine n’excède pas deux ans.
La maison d'arrêt de Chartres était rattachée à la direction interrégionale des services pénitentiaires de Dijon. Elle était située sur le ressort de la cour d’appel de Versailles et du tribunal de grande instance de Chartres.